# 16Х
16Х — советская крылатая ракета с пульсирующим воздушно-реактивным двигателем (ПуВРД). Дальнейшее развитие ракеты 10Х. Разработкой занималось ОКБ завода № 51 (будущее ОКБ-52) под руководством главного конструктора Челомея В. Н. Благодаря использованию двух двигателей был достигнут практический предел скорости полёта для ПуВРД — 980 км/ч. Предназначалась для уничтожения целей в глубоком тылу противника при нахождении ракетоносца вне зоны противовоздушной обороны. В качестве носителя использовались самолёты Пе-8 и Ту-4. Так же как и для 10Х, основным недостатком являлась низкая точность ракет. На вооружение не принималась. Работы прекращены постановлением Совета Министров № 533—271 от 19 февраля 1953 года.

## Тактико-технические характеристики
| Длина, м                    | 7,6              |
| Диаметр фюзеляжа, м         | 0,84             |
| Размах крыла, м             | 4,68             |
| Площадь крыла, м²           | 4,91             |
| Вес, кг                     | 2557             |
| Вес боевого заряда, кг      | 950              |
| Двигатели                   | 2 х ПуВРД Д-14-4 |
| Тяга, кгс                   | 2 х 251          |
| Максимальная скорость, км/ч | около 900 км/ч   |
| Дальность, км               | 190              |
| Высота полёта, м            | 1000             |